# Leandro (ur. 1959)
Leandro, właśc. José Leandro Ferreira (ur. 17 marca 1959 w Cabo Frio) – brazylijski piłkarz, występujący podczas kariery na pozycji obrońcy.

## Kariera klubowa
Całą karierę piłkarską spędził w zespole CR Flamengo, w którym występował w latach 1978-1990. Podczas tego okresu wystąpił w 119 meczach i strzelił 5 bramek w rozgrywkach Ligi Brazylijskiej, łącznie w barwach Flamengo rozegrał 417 mecze i strzelił 14 bramek.
Największymi sukcesami z Flamengo było zdobycie Copa Libertadores 1981 oraz Pucharu Interkontynentalnego w tym samym roku. Ponadto Leandro czterokrotnie zdobywał Mistrzostwo Brazylii, pięciokrotnie Mistrzostwo Stanu Rio de Janeiro – Campeonato Carioca oraz raz triumfował w Pucharze Brazylii.

## Kariera reprezentacyjna
W reprezentacji Brazylii zadebiutował 28 października 1981 w meczu przeciwko reprezentacji NRD. W 1982 pojechał z reprezentacją na Mistrzostwa Świata, które były rozgrywane na stadionach Hiszpanii. Na Mundialu wystąpił we wszystkich 5 meczach turnieju. Turniej ten Brazylia zakończyła na miejscach 5-8. Karierę reprezentacyjną zakończył 7 maja 1986 w meczu przeciwko reprezentacji Chile. Łącznie w reprezentacji rozegrał 26 spotkań, w których strzelił 2 bramki.

## Sukcesy piłkarskie
- Mistrzostwo Brazylii: 1980, 1982, 1983, 1987
- Mistrzostwo Stanu Rio de Janeiro (Campeonato Carioca): 1978, 1979, 1979 Special, 1981, 1986
- Copa Libertadores: 1981
- Puchar Interkontynentalny: 1981
- Puchar Brazylii: 1990
- Naranja Cup of Valencia (Hiszpania): 1986
- Kirin Cup: 1988
- Colombino Huelva Tournament: 1988
- Bola de Prata (Placar): 1982, 1985